# Unió Esportiva Montblanc
La Unió Esportiva Montblanc és el club de futbol del municipi de Montblanc. Juga els seus partits com a local al Camp Municipal de Montblanc i té una massa social d'uns 123 socis i més simpatitzants.

## Antecedents
Des de feia força anys, hi havia a Montblanc dos equips: 
- el C.F. Montblanc (fundat el 1914 i que havia estat a Primera Regional fins al 1969)
- la Penya Esportiva Montblanc

Ambdós equips jugaven a la mateixa categoria i compartien camp, però entre les aficions hi havia una forta (i sana) rivalitat fins al punt que, en el mateix estadi, hi havia dos bars diferents, un per a cada afició.
A principis dels anys 90 es va fer patent que calia un canvi de rumb en el futbol montblanquí. Després d'intenses negociacions, la primavera de 1994 es va arribar a un acord de cooperació entre els dos clubs montblanquins i es va fundar la nova Unió Esportiva Montblanc.

## Equips
Actualment, el club té vuit equips que participen en diferents categories del futbol català:
- U.E. Montblanc, a Segona Territorial - Grup 3
- U.E. Montblanc "Juvenil", a segona divisió - grup 8
- U.E. Montblanc "Cadet", a Primera Divisió - Grup 13
- U.E. Montblanc "Infantil", a Primera Divisió - Grup 13
- U.E. Montblanc "Aleví", a Aleví F7 - Grup 1
- U.E. Montblanc "Benjamí", a Futbol Comarcal
- U.E. Montblanc "Prebenjamí", a Futbol Comarcal

## Palmarès
1 Campionat de Lliga de Tercera Territorial Catalana Grup 26 (1998/99)

## Temporades
- 1994-95: Tercera Regional Grup 25; Class: 6è
- 1995-96: Tercera Regional Grup 26; Class: 8è
- 1996-97: Tercera Regional Grup 26; Class: 6è
- 1997-98: Tercera Regional Grup 26; Class: 6è
- 1998-99: Tercera Regional Grup 26; Class: 1r ( Ascens a 2a Regional)
- 1999-00: Segona Regional Grup 3; Class: 4t
- 2000-01: Segona Regional Grup 1; Class: 3r
- 2001-02: Segona Regional Grup 3; Class: 3r (2n equip més golejador de l'Estat Espanyol amb 143 gols)
- 2002-03: Segona Regional Grup 3; Class: 6è
- 2003-04: Segona Regional Grup 3; Class: 2n ( Ascens a 1a Regional)
- 2004-05: Primera Regional Grup 6; Class: 6è
- 2005-06: Primera Regional Grup 6; Class: 5è
- 2006-07: Primera Regional Grup 6; Class: 7è
- 2007-08: Primera Regional Grup 6; Class: 7è
- 2008-09: Primera Regional Grup 6; Class: 18è (Descens a 2a Regional)

## Presidents
- Francesc Paredes i Carme Bonell 1994
- Carme Bonell 1994-2001
- Joan Farré Caballé 2001-2004
- Manel Cubedo Montes 2004-2008
- Antoni Vilalta Sans 2008
- Larbi Mahero 2009-...

## Entrenadors
- Pere Pesqueres 1994-1995
- Antonio González 1995-1998
- Joan Farré 1998-2000
- Miquel López 2000-2001
- Lluís Artó 2001-2002
- Martí Navarro 2002-2003
- Enric Solé 2003-2005
- Miquel López 2005-2008
- Joan Puig Llort 2008
- Anton Gasol Moya 2008-2009
- Marc Antoni 2009
- Oliver Parra 2009
- Lluís Farré Mananelles 2009-...